# Stacy Schiff
Stacy Madeleine Schiff (26 de Outubro de 1961) é uma escritora estadunidense vencedora do Prêmio Pulitzer e que vive em Nova Iorque.